# 日テレジェニックの穴
『日テレジェニックの穴』（にってれじぇにっくのあな）は、2009年7月18日から9月26日まで毎週土曜日25:20 - 25:50（JST）に日本テレビで放送されていたバラエティ番組である（2009年8月29日は『24時間テレビ「愛は地球を救う」32』放送のため休止）。2009年6月27日まで放送された『アイドルの穴〜日テレジェニックを探せ!〜』の後継番組である。

## 内容
『アイドルの穴〜日テレジェニックを探せ!〜』のサバイバルオーディションを勝ち残った日テレジェニック2009の正式メンバーに対し、「特典」として与えられた冠レギュラー番組である（この措置は2009年度のみ）。メンバーにはトップアイドルを目指す為の「ミッション」が毎週課され、『アイドルの穴』の脱落者を筆頭としたライバルとなるアイドル達との対決を繰り広げる。
『アイドルの穴』同様、ライブチャットが「マシェリ」にて開催される。

## 出演者

### キャップ
- 有吉弘行

### 日テレジェニック2009
※「」内は番組内での愛称
- 小池唯 「無個性」
- 小泉麻耶 「化け乳」
- 齊藤夢愛 「バカ」
- 清水ゆう子 「カマトト」
- 米村美咲 「貧乳」

### 有吉じぇにっく2009
※『アイドルの穴』での落選組から選抜された3人がAD役として当番組にも引き続き出演。
- 希月樹衣
- 野田彩加
- 守永真彩

### ゲスト
ミスマガジン選抜 (1 - 2)
- 夏目理緒（2003年、ミスヤングマガジン）
- 佐藤さくら（2008年、ミス週刊少年マガジン）
- 伊勢みはと （2007年、読者特別賞）
- 川崎真実（2001年、ミスヤングマガジン）
- 塩村文夏（1998年、ミスヤングマガジン準グランプリ）

日テレジェニック反逆同盟2009 (4 - 5)
- 野田彩加
- 守永真彩
- 希月樹衣
- 青木未央
- 吉川このみ
- 水上桃華

ミスFLASH選抜 (6 - 7)
- 柳本絵美（2009年、グランプリ）
- 村上友梨（2009年、準グランプリ）
- 平有紀子（2009年、準グランプリ）
- かの夏帆（2008年、審査員特別賞）
- 野田彩加（2008年、準グランプリ）

## ロケ地
- としまえん (1 - 2)
- バリ島 (3) - ただし有吉はロケに同行せず。
- 新宿逗子海岸・日テレBEACH HOUSE @SEA ZOO - ウェイバックマシン（2006年5月18日アーカイブ分） (4 - 5)
- スポーツクラブNAS勝どき (6 - 7)
- 日本テレビ汐留本社 (8 - 10)

## エンディングテーマ
- 井上ジョー｢GO★｣（2009年7月18日 - 8月22日）
- ダウト｢青い鳥｣（2009年9月5日 - 9月26日）

## DVD-BOX
- 『アイドルの穴』同様、放送全10回を完全収録（未公開映像も含む）したコンプリートDVD-BOXが、2009年11月27日にVAPから発売されることが決定した。

## スタッフ
- 構成：桜井慎一/笹沼大、塩村文夏（「ナンシー塩村」として出演もしている）、林田晋一
- ナレーション：坂巻亮祐
- ディレクター：小泉浩之、流石英昭
- プロデューサー：野田義人
- 演出・プロデューサー：毛利忍
- チーフプロデューサー：安岡喜郎
- 制作協力：SION
- 企画制作：日本テレビ
- 製作著作：「日テレジェニックの穴」事務局